# 周思敬
周思敬（1533年—1597年），字子禮，號友山，湖廣黃州府麻城縣，明朝政治人物。同進士出身。

## 生平
嘉靖四十三年（1564年）湖廣鄉試第六十二名舉人，隆慶二年（1568年）戊辰科三甲進士。历官户部郎中、江西佥事、分巡南昌兵备道，萬曆七年（1579年）九月升江西右参议，调任陕西，十四年正月以考察不及调簡。十五年七月升四川副使，整饬下川东兵备兼分巡，十六年十二月升本省左参政，十九年十月升太僕寺少卿，二十年十二月改任太常寺少卿、提督四夷馆，二十一年二月升光禄寺卿，四月升太常寺卿，遷南京大理寺卿，二十二年十月升南京工部右侍郎，二十三年十月轉户部右侍郎，二十五年七月升左侍郎，不久去世，次年賜祭葬。

## 師友
周思敬曾从学耿定向，并与耿家结为儿女亲家。後來，通過耿家认识李贽，对其非常尊崇。耿、李反目之後，周思敬将李贽接至麻城，出錢买下城北门两家民房改建为维摩庵，供李贽研佛讲学。李贽在《焚书》提到：“深知我者，无如周友山。”

## 家族
曾祖父周坤；祖父周文密，驛丞；父周任，母鄭氏；繼母凌氏。慈侍下。弟周思讓。堂兄周思久，族弟周思稷。